# 各務原カレー祭り

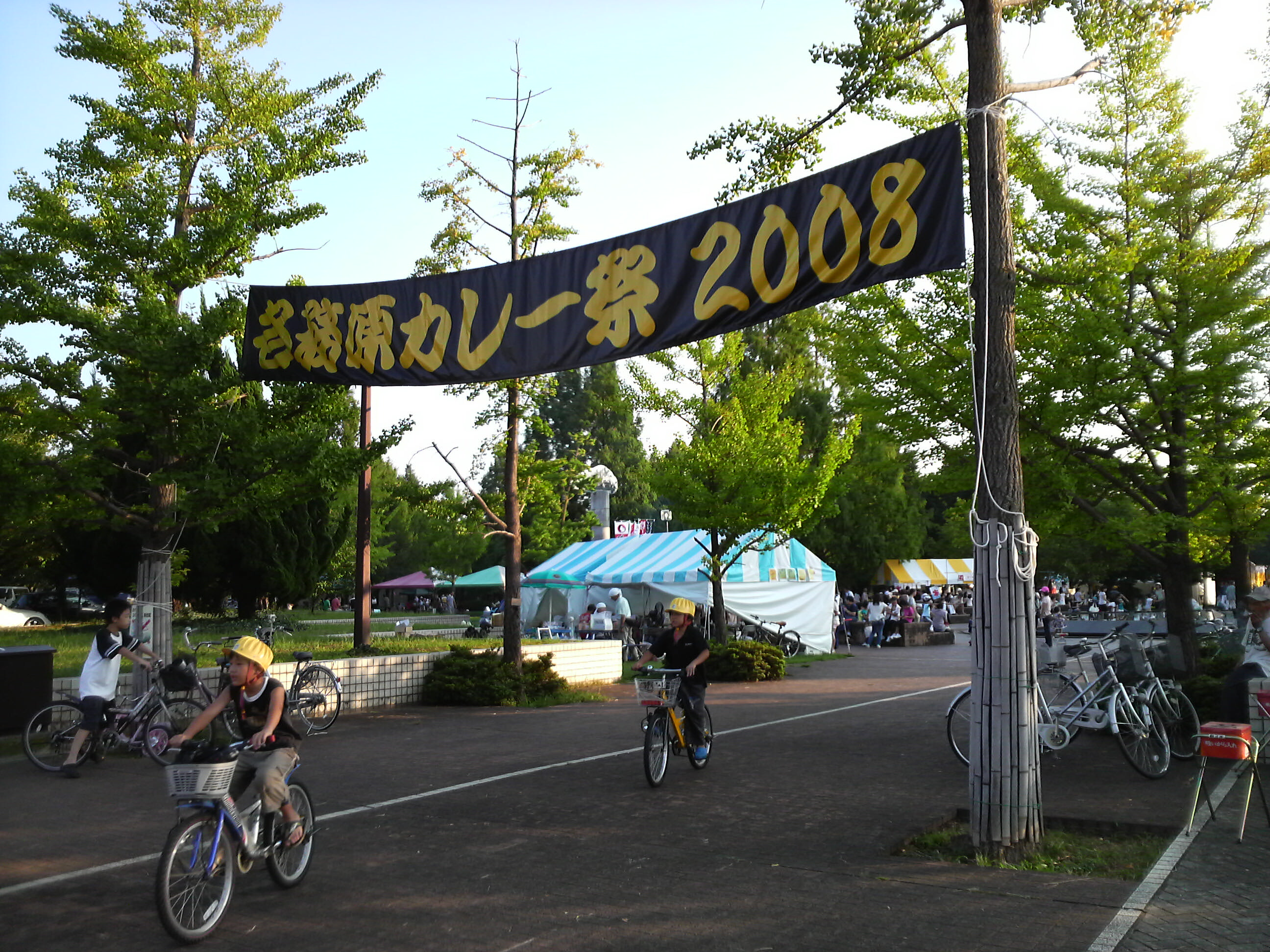
各務原カレー祭り（2008年）

各務原カレー祭り（かかみがはらカレーまつり）とは、2006年～2015年の間、岐阜県各務原市で9月上旬（第1土曜日または第2土曜日）に行われていた祭（イベント）である（2016年以降は休止）。主催は各務原市商工会議所青年部。開催テーマは「楽しみ、喜び、盛大に」。各務原市特産のニンジンなど、地元食材を使用した夏野菜入りのカレーライスが、開催される西暦の年数分無料配布される（要整理券、2015年は整理券の配布は無しで3000杯無料配布された）。
休止以降は、2019年に各務原市商工会議所青年部主催で各務原祭りが開催された。

## 開催場所
- 各務原市民公園（メイン会場）
- 学びの森（打ち上げ花火　など）

## 主なイベント
- カレーライス無料配布
- 自慢カレーコンテスト
- フリーマーケット
- 屋台
- ステージイベント（音楽演奏、演舞など）
- 打ち上げ花火　　など

## 交通アクセス
- 名古屋鉄道各務原線市民公園前駅よりすぐ。
- 高山本線那加駅より徒歩10分。
- 各務原市ふれあいバス西部・鵜沼線、北部・川島線「市民公園中央図書館前」バス停下車、徒歩すぐ。